# جان گوئیر
جان گوئیر (انگلیسی: John Guare؛ زادهٔ ۵ فوریهٔ ۱۹۳۸) یک پدیدآور و نمایشنامه‌نویس اهل ایالات متحده آمریکا است.
او به‌خاطر نوشتنِ نمایش‌نامه و فیلم‌نامهٔ شش درجه جدایی معروف است؛ نمایشنامه‌ای که برای گرفتنِ جایزه پولیتزر در سال ۱۹۹۱ به مرحلهٔ نهایی رسید اما ناکام ماند.